# Pic Belloc
El Pic Belloc és una muntanya de 3.008 m d'altitud, amb una prominència de 40 m, que es troba al massís de Perdiguero, entre els departaments dels Alts Pirineus i de l'Alta Garona (França).